# Capitol Hill
Capitol Hill, oltre a essere una metonimia per il Congresso degli Stati Uniti d'America, è un quartiere storico della capitale statunitense di Washington. Si tratta in particolare del più grande quartiere residenziale storico di Washington e si estende a est di fronte al Campidoglio degli Stati Uniti lungo ampi viali. Il totale dei suoi abitanti ammonta a circa 35 000 persone che, abitando in poco meno di 5 km², ne fanno uno dei quartieri più densamente popolati della città.

## Geografia
Geograficamente, Capitol Hill sorge vicino al centro del Distretto di Columbia e si estende verso est. Quando iniziò a sviluppare il suo piano per la nuova capitale federale nel 1791, Pierre (Peter) Charles L'Enfant scelse di collocare la sede del Congresso, ossia il Campidoglio, sulla cresta della collina in un sito che identificò come un "piedistallo in attesa di un monumento". Il Campidoglio è stata la sede del Congresso degli Stati Uniti e il luogo di lavoro di molti residenti del quartiere di Capitol Hill sin dal 1800.
Il quartiere di Capitol Hill oggi si trova a cavallo di due quadranti della città, sud-est e nord-est e il nome "Capitol Hill" è spesso usato per riferirsi sia al quartiere storico sia al quartiere più grande che lo circonda. A est di Capitol Hill si trova il fiume Anacostia, a nord c'è il percorso di H Street, a sud ci sono la Southeast e la Southwest Freeway e il Washington Navy Yard, e a ovest ci sono il viale di National Mall e il quartiere centrale degli affari della città.
Il Campidoglio è circondato dalla parte storica di Capitol Hill, che è elencato nel National Register of Historic Places (NRHP) come Capitol Hill Historic District. Quest'ultimo è stato ampliato nel 2015 a nord per includere gli isolati delimitati da 2nd Street, F Street, 4th Street e, poco a sud di H Street, NE.

## Storia

Una veduta aerea di Capitol Hill guardando verso est con, al centro, il Campidoglio

L'Enfant scelse l'ubicazione del Campidoglio, facendo riferimento alla collina scelta come sede del futuro Palazzo dei Congressi come "Jenkins Hill" o "Jenkins Heights".
Tuttavia, il tratto di terra era appartenuto per molti anni alla famiglia Carroll ed era annotato nei loro registri di proprietà come "New Troy". Secondo alcuni, un uomo di nome Thomas Jenkins un tempo era solito far pascolare il suo bestiame nel sito del Campidoglio (e quindi il suo nome era associato al sito), tuttavia l'artista John Trumbull riferì che nel 1791 il sito era ricoperto da un fitto bosco, il che lo rende un luogo improbabile per il pascolo del bestiame. Una ricerca pubblicata nel 2004 dalla Capitol Hill Historical Society ha mostrato che la terra di Jenkins si trovava a soli sette isolati a est del sito del Campidoglio e che probabilmente L'Enfant aveva dato il nome di Jenkins alla posizione in maniera generica.
Mentre prestava servizio nel 1793 in qualità di segretario di Stato del presidente George Washington, Thomas Jefferson, volendo rievocare il famoso tempio di Giove Ottimo Massimo sul Campidoglio, uno dei sette colli di Roma, decise di battezzare il sito come Capitol Hill.
Il quartiere che ora si chiama Capitol Hill ha iniziato a svilupparsi quando il governo ha iniziato a lavorare in due località, il Campidoglio e il Washington Navy Yard. Divenne una comunità distinta tra il 1799 e il 1810 quando il governo federale divenne un importante datore di lavoro. La prima fase della sua storia iniziale è stata quella di una comunità di pensioni sviluppata per i membri del Congresso. Nei primi anni della repubblica, infatti, solo pochi membri del Congresso desideravano stabilire una residenza permanente nella città, mentre la maggior parte preferiva appunto vivere in pensioni a pochi passi dal Campidoglio.
Nel 1799, il Washington Navy Yard fu fondato sulle rive del fiume Anacostia, fornendo lavoro agli artigiani che costruivano e riparavano le navi. Molti degli artigiani impiegati sia presso il Navy Yard sia nella costruzione del Campidoglio scelsero di vivere a pochi passi, a est del Campidoglio e a nord del Navy Yard. Sono loro che costituirono la popolazione residenziale originaria del quartiere.
Nel 1801, Thomas Jefferson, che all'epoca era presidente degli Stati Uniti, scelse la posizione dell'attuale caserma dei Marines, che doveva essere a poca distanza sia dal Campidoglio sia dalla Casa Bianca, vicino al Washington Navy Yard. Nel 1810 nell'area fiorirono botteghe, oreficerie, fabbri e chiese.
La guerra civile portò alla realizzazione di più costruzioni nell'area di Capitol Hill, inclusi diversi ospedali. La costruzione di nuove case continuò negli anni 1870 e 1880 e il quartiere iniziò a dividersi lungo linee razziali ed economiche. Elettricità, condutture idriche e impianti idraulici furono introdotti nel 1890 e furono disponibili per la prima volta nelle aree del centro del Distretto di Columbia, incluso Capitol Hill. Tra il 1890 e il 1910, quando l'area di Capitol Hill divenne uno dei primi quartieri ad avere queste comodità moderne, ci fu un'impennata dello sviluppo immobiliare.
Nel 1976, il Capitol Hill Historic District è stato inserito nel registro nazionale dei luoghi storici. Si tratta di uno dei più grandi quartieri storici degli Stati Uniti, i cui confini, irregolari, si estendono verso sud da F Street NE, a est fino alla 14th Street, a ovest fino a South Capitol Street, e hanno un limite meridionale segnato principalmente da Virginia Avenue ma che include alcuni territori fino a sud come M Street SE. Comprende edifici dal periodo federale (dal 1800 al 1820) fino al 1919, ma la maggior parte degli edifici sono tardo vittoriani.
Capitol Hill è rimasto un quartiere borghese abbastanza stabile per tutta la sua esistenza. Ha subito un periodo di declino economico e crescente criminalità a metà del XX secolo, ma la situazione si è gradualmente ripresa.

## Descrizione
I punti di riferimento di Capitol Hill includono non solo il Campidoglio degli Stati Uniti ma anche gli edifici per uffici del Senato e della Camera, l'edificio della Corte Suprema, la Biblioteca del Congresso, il Washington Navy Yard e il Cimitero del Congresso.
È, tuttavia, in gran parte un quartiere residenziale composto prevalentemente da case a schiera di diverse varietà stilistiche e periodi. Fianco a fianco esistono case padronali dell'inizio del XIX secolo, case a schiera in Stile Federale e le case a schiera in mattoni della fine del XIX secolo con i loro elementi decorativi spesso stravaganti che combinano il romanico Richardsoniano, lo stile Queen Anne, lo stile Eastlake. Negli anni 1990, la gentrificazione e la fiorente economia del Distretto di Columbia hanno fatto sì che gli edifici non storici e obsoleti del quartiere iniziassero a essere sostituiti. I nuovi edifici, che devono rispettare limiti di altezza e altre restrizioni, sono spesso realizzati in uno stile modernista decorativo, molti da Amy Weinstein, i cui progetti presentano mattoni policromi in rilievo a motivi geometrici.
Capitol Hill ospita un numero di scuole decisamente più alto degli altri quartieri di Washington; tra queste si possono citare la Brent Elementary School, la scuola primaria principale, la St. Peter's School, l'unica scuola cattolica, la Capitol Hill Day School, la Stuart-Hobson Middle School, la Elliot-Hine Jr. High School e la Eastern High School.
Il principale corso non residenziale di Capitol Hill è Pennsylvania Avenue, una vivace strada commerciale con negozi, ristoranti e bar, nota per essere la principale arteria di collegamento tra la Casa Bianca e il Campidoglio. L'Eastern Market è un mercato pubblico del 1873 sulla 7th Street SE, sede, tra l'altro, di un mercato delle pulci all'aperto ogni fine settimana. Dopo che un grande incendio ha sventrato l'edificio del mercato principale il 30 aprile 2007, questo è stato sottoposto a restauro e riaperto il 26 giugno 2009.
Barracks Row (8th Street SE), è uno dei più antichi corsi commerciali della città. Risale alla fine del XVIII secolo ed è stato recentemente rivitalizzato.
Una nuova aggiunta a Capitol Hill è un centro comunitario chiamato Hill Center. Hill Center è ospitato nel restaurato Old Naval Hospital all'angolo tra la 9th e Pennsylvania Avenue SE. La riabilitazione del vecchio ospedale navale unisce il restauro di un punto di riferimento storicamente significativo con le tecnologie d'avanguardia della moderna architettura "verde". Hill Center è una vivace nuova sede per la vita culturale, educativa e civica a Capitol Hill.
Alcune stime suggeriscono che fino a un terzo di tutti i membri del Congresso vivano a Capitol Hill a Washington, a causa della sua vicinanza a edifici governativi chiave.